# Basilica di Santa Maria in Foro Claudio
La chiesa di Santa Maria in Foro Claudio è una chiesa della Campania, in provincia di Caserta, situata in Ventaroli, nel comune di Carinola.

## Storia

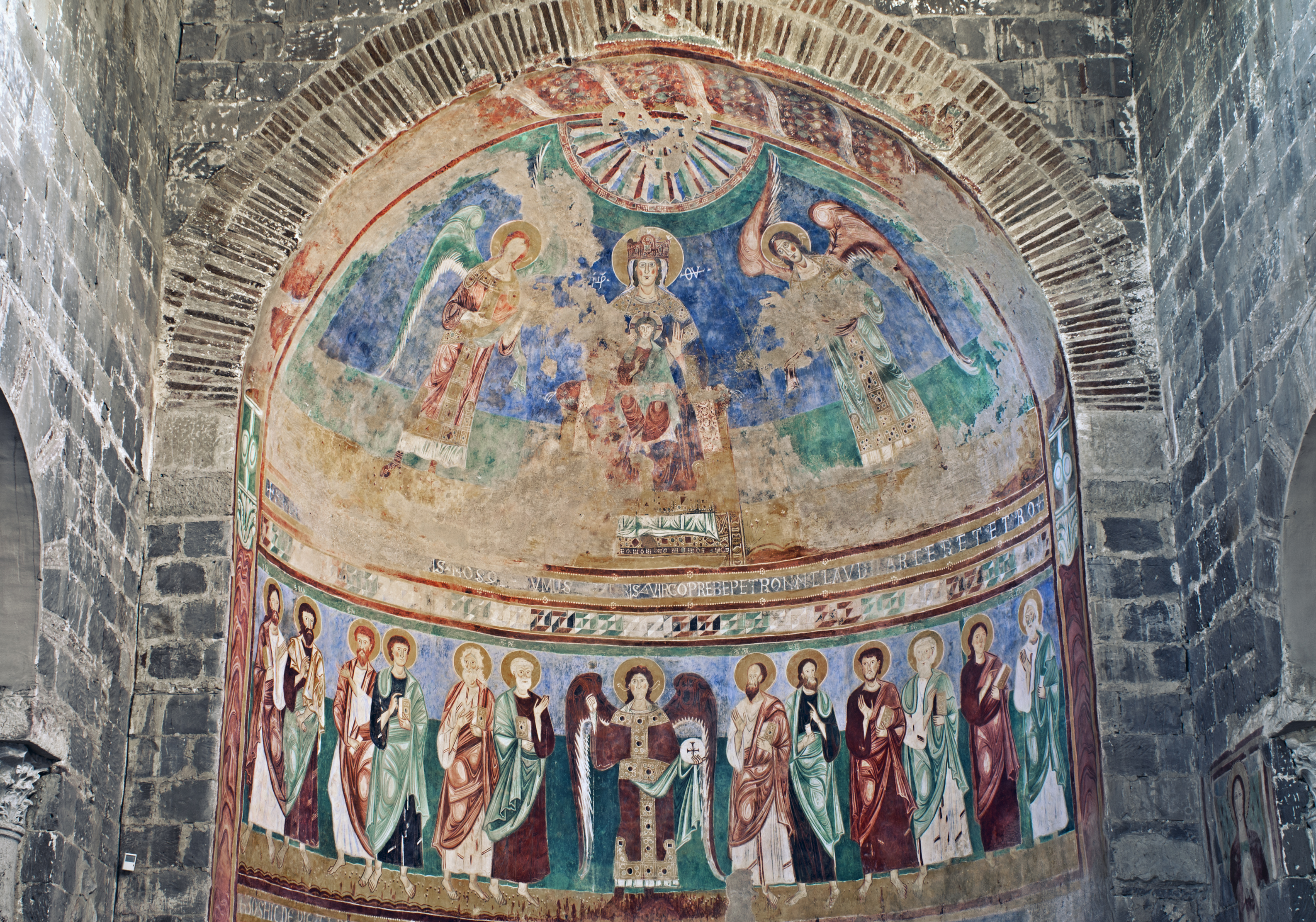
Gli affreschi del catino absidale

Derivante da una basilica paleocristiana del V-VI secolo edificata su un tempio romano e restaurata nel XII secolo, fu sede episcopale (perciò vi si riferisce anche con Episcopio di Ventaroli) fino al trasferimento di questa a Carinola nel 1099. Oggi fa parte della diocesi di Sessa Aurunca.
La basilica è a 3 navate, tri-absidata gerarchicamente e realizzata in pietra locale.
Presenta una facciata a salienti/a capanna composita con in alto 2 bifore in asse, di cui quella superiore, nel timpano, a cielo aperto. Il portale d'ingresso è sormontato da una mensola su cui appoggia un'arcata cieca che va a formare una lunetta, priva di decorazioni. Sul retro, la basilica è decorata con arcate cieche a tutto tondo e losanghe.
Gli affreschi interni, realizzati tra il X secolo e il XVI secolo, sono di gran valore. In particolare, nell'affresco del catino absidale, attribuibile  alla fine del XII secolo (periodo tardocomneno), si assiste ad una koinè: c'è la tradizione locale e cassinese con le sue derivazioni fortemente bizantine, ma anche un allontanamento nell'uso di motivi geometrici dell'XI secolo della pittura settentrionale, con decori posti come divisorio tra il ciclo di affreschi e la parte sottostante, che si rispiegano un po' in prospettiva e fanno da riempimento di cornice.
Qui,infatti, 
(Luoghi dell'arte, testo di Bora, Fiaccadori, Negri, vol. II, pp. 138-139)